# Џејмс Франсис Едвард Стјуарт
Џејмс Франсис Едвард Стјуарт (Палата Светог Џејмса, 10. јун 1688 − Рим, 1. јануар 1766)
је био краљ Уједињеног Краљевства из династије Династија Стјуарт. Био је син Џејмс II Стјуарт и Марија Моденска. Његов отац, католик, свргнут је у Славној револуцији 1688, већ неколико мјесеци након његова рођења, па су његова старија полусестра, протестанткиња Марија II. и њен муж Вилијам III Орански постали краљ и краљица. Повеља о правима из 1689. и Закон о насљеђивању из 1701. одстранили су католике с британског пријестола, те је Џејмс одрастао у егзилу.
Након смрти његовог оца 1701, Џејмс је претендовао на енглески, шкотски и ирски пријесто као Џејмс III. Енглески и Ирски и Џејмс VIII. Шкотски, у чему је имао подршку својих јакобитских сљедбеника и свога рођака Луја XIV Францускога. Неуспјешно је покушао повратити власт у Британији 1715, током јакобитског устанка.
Након његове смрти 1766, његов старији син Чарлс Едвард Стјуарт наставио је с претензијама на јакобитско насљеђе.

## Рођење и дјетињство
Принц Џејмс Франсис Едвард родио се 10. јуна 1688, у палати светог Јакова у Лондону. Био је син краља Џејмса II. Енглеског и Ирског (ВII. Шкотскога) и његове друге жене, католкиње, Марије Моденске,, и као такав, аутоматски је постао војвода од Корнвола и војвода од Ротсеја, поред других титула.
Принчево рођење било је контроверзно, те како је до њега дошло пет година након Џејмсове женидбе, неочекивано од стране бројних британских протестаната, који су очекивали да ће га наслиједити Марија, његова кћи из првога брака. Марија и њена млађа сестра Ана одгајене су у протестантској вјери. Докле год је постојала могућност да га наслиједи једна од њих двије, краљеви су противници гледали на његову владавину као привремену неприлику. Када су се уплашили да би Џејмсова друга жена, Марија, могла родити сина и насљедника католика, узрастао је покрет да га се замијени старијом кћером Маријом и његовим зетом/нећаком, Вилијамом Оранским.
Кад се млади принц родио, одмах су почеле гласине да је дијете подметнуто, прокријумчарено у краљевску рађаону у посуди за загријавање, те да је право дијете Џејмса и Марије било мртворођено. Покушавши спријечити тај мит, Џејмс је објавио свједочанства више од седамдесет свједока рођења.
Усред Славне револуције, 9. децембра, Марија Моденска, прерушена у праљу, успјела је с дјететом Џејмсом побјећи у Француску. Млади је Џејмс одгојен у дворцу Сен Жермен ан Ле, који је Луј XIV предао протјераному краљу Џејмсу II. Бившега краља и његову обитељ француски је краљ високо цијенио те су они били чести посјетитељи у Версају, гдје су их Луј и његов двор третирали као владајуће монархе.

## Борба за пријестоље
Након смрти његова оца, 1701, Џејмса је Луј XIV признао законитим насљедником енглескога и шкотскога пријестоља. Шпанија, Папска држава и Модена такођер су га признале као Џејмса III. и ВIII, те су одбиле признати Вилима III., Марију II. и Ану као легитимне суверене. Као посљедицу претендирања на изгубљено пријестоље његова оца, Џејмсу су 2. марта 1702. у Лондону одузета грађанска права због издаје, те су му одузете титуле по енглеском праву.

### Јакобитски устанак
Иако је била одгођена у Француској због појаве оспица, Џејмс је покушао најезду, покушавајући пристати у ушће ријеке Форт, 23. марта 1708. Флота адмирала сир Георгеа Бyнга пресрела је француске бродове, што је, уз лоше вријеме, спријечило пристајање.
Џејмс је неко вријеме служио у француској војсци, као и његов отац за вријеме интеррегнума. Између коловоза и рујна 1710, краљица Ана именовала је нову торијевску администрацију на челу с Робертом Харлеyем, који се упустио у тајну преписку с француским министром иностраних послова, де Торцyјем. Харлеy је тврдио да прижељкује Џејмсову рестаурацију на пријестоље, ако се Џејмс обрати на протестантизам. Међутим, годину касније британска је влада вршила притисак да се Џејмса протјера из Француске, као предувјет за мировни споразум с Француском. У складу са Споразумом из Утрецхта из 1713, Харлеy и државни тајник лорд Болингброке склопили су тајни договор с Французима да се Џејмса протјера у Лотарингију.
Краљица Ана се за Божић 1713. озбиљно разбољела и сматрало се да ће ускоро умријети. У сијечњу 1714. се опоравила, али јој очито није било преостало много времена. Преко де Торцyја и његова лондонског агента, аббéа Франçоиса Гаултиера, Херлy је одржавао преписку с Џејмсом, а и Болингброке је ушао у одвојено дописивање с њим. Обојица су тврдили да би Џејмсово обраћење на протестантизам убрзало његов повратак на пријестоље. Џејмс је, међутим, као побожан католик, одговорио де Торцyју: "Ја сам изабрао свој смјер, стога преостаје другима да мијењају своје назоре." Џејмсова одбијеница на приједлог обраћења стигла је у ожујку, након чега су Харлеy и Болингброке устврдили да Џејмсов повратак на пријестоље није изведив, иако су наставили дописивање с њим.
Као посљедица, у коловозу 1714, Џејмсов други рођак, хановерски изборник Георг од Хановера, протестант који је говорио њемачки, постао је краљем недавно створене Велике Британије, као Џорџ I.
=== "Петнаеста" ===f
Сљедеће су године шкотски јакобити започели устанак "Петнаесте" у Шкотској, намјеравајући вратити "Џејмса III. и ВIII." на пријестоље. Џејмс је стигао у Шкотску 22. децембра 1715, након јакобитских пораза код Схериффмуира (13. новембраа 1715) и Престона. Пристао је у Петерхеаду и ускоро добио грозницу, отежану леденом шкотском зимом. У сијечњу 1716, успоставио је двор у палачи Сцоне, али сазнавши за приближавање владиних снага, вратио се у Француску, испловивши из Монтросеа, 5. фебруара 1716. Напоуштање његових побуњеничких савезника замјерено му је у Шкотској, а није био ни добродошао на повратку у Француску. Његов покровитељ Луј XIV. умро је 1. рујна 1715, а француска га је влада сматрала политичком срамотом.

## Двор у егзилу
Након неуспјешне инвазије 1715, Џејмс је живио у Авињону, који је тада био папински териториј. Папа Папа Климент XI понудио је Џејмсу палачу Ре у Риму, што је он прихватио. Папа Папа Иноћентије XIII попут свога претходника, исказао је снажну потпору. Захваљујући свому пријатељу, кардиналу Филиппу Антонију Гуалтерију, Џејмсу је додијељен доживотни ануитет од осам тисућа римских шкуда. Таква му је помоћ омогућила организовање јакобитскога двора у Риму, гдје је, иако је живио у раскоши, наставио патити од меланхолије и депресије. Даљњи покушају за повратак Стјуарта на британски приесто били су планирани за 1719. и 1722, али од тога није било ништа.
Обављајући своју претендирану службу, Џејмс је креирао племићке титуле, данас познато као јакобитско племство, за своје енглеске присталице и чланове двора, које у Енглеској, наравно, нису биле признате.
Двор у егзилу постао је популарно одредиште за енглеске путнике на великој турнеју, независно од политичке опредјељености. Многима је функционисао као неслужбено велепосланство. Особе потребне медицинске помоћи преферирале су да их лијечи њихов сународник. Дворски су лекари 1735. лијечили Едмунда Схеффиелда, 2. војводу од Бакингема и Норманбyа, те Јамеса Босwелла 30 година касније. Дворски винар водио је уносан посао продајући ријетке бербе посјетитељима.
Џејмс је имао добар углед у Риму све до своје смрти. Било му је допуштено одржавати протестантске службе на двору, и додијељена му је земља гдје су његови протестантски поданици могли имати јавни спровод. Додијељено је и осигурање како би се обесхрабрили британски шпијуни.

### Брак и потомство
Лоуисе Адéлаïде д'Орлéанс (Мадемоиселле д'Орлéанс), кћи Пхилиппеа II., војводе од Орлéанса, била је предложена као супруга за Џејмса Фрању Едварда Стуарта, али то тога није дошло.
Џејмс је 3. септембра 1719. оженио Марију Клементину Собјеску, унуку пољскога краља Јана III. Вјенчање се одржало у капели бискупске палаче у Монтефиасцонеу, близу Витерба. Имали су два сина:
- Чарлс Едвард Стјуарт (31. децембра 1720—31. јануара 1788), познат као Бонние Принце Цхарлие
- Хенрик Бенедикт Стуарт (11. марта 1725—13. јула 1807), кардинал.

### Смрт
Џејмс је умро у Риму, 1. јануара 1766, у свому дому, палачи Мути, те је био покопан у крипти Базилике св. Петра, у данашњем Ватикану. ПОдигнут му је споменик у Базилици. Његова претендентска владавина трајала је 64 године, 3 мјесеца и 16 дана, дуже од било којег легитимног британског монарха, све док га није престигла краљица Елизабета II, 23. маја 2016.

## Крај папинске потпоре
Након Џејмсове смрти, папа је одбио признати полагање права на енглески трон његова настаријег сина Карла; умјесто тога, од 14. јануара 1766. прихватио је хановерску династију као легитимне владаре Британије и Ирске. Та је одлука водила поступном олакшавању и реформи протукатоличких казнених закона у Британији и Ирској. Папа је 1792. изричито споменуо Џорџа III као "краља Велике Британије и Ирске", што је довело до просвједа са стране Џејмсова другог сина, Хенрика, који је у то вријеме био јакобитски претендент.

## Породично стабло
|  |                                         |  |  |  |  |  |  |  |  |  |  |  |  |  |  |  |
|  | 16. Хенри Стјуарт, лорд Дарнли          |  |  |  |  |  |  |  |  |  |  |  |  |  |  |  |
|  |                                         |  |  |  |  |  |  |  |  |  |  |  |  |  |  |  |
|  |                                         |  |  |  |  |  |  |  |  |  |  |  |  |  |  |  |
|  | 8. Џејмс I Стјуарт                      |  |  |  |  |  |  |  |  |  |  |  |  |  |  |  |
|  |                                         |  |  |  |  |  |  |  |  |  |  |  |  |  |  |  |
|  |                                         |  |  |  |  |  |  |  |  |  |  |  |  |  |  |  |
|  | 17. Марија, краљица Шкота               |  |  |  |  |  |  |  |  |  |  |  |  |  |  |  |
|  |                                         |  |  |  |  |  |  |  |  |  |  |  |  |  |  |  |
|  |                                         |  |  |  |  |  |  |  |  |  |  |  |  |  |  |  |
|  | 4. Чарлс I Стјуарт                      |  |  |  |  |  |  |  |  |  |  |  |  |  |  |  |
|  |                                         |  |  |  |  |  |  |  |  |  |  |  |  |  |  |  |
|  |                                         |  |  |  |  |  |  |  |  |  |  |  |  |  |  |  |
|  | 18. Фредерик II Дански                  |  |  |  |  |  |  |  |  |  |  |  |  |  |  |  |
|  |                                         |  |  |  |  |  |  |  |  |  |  |  |  |  |  |  |
|  |                                         |  |  |  |  |  |  |  |  |  |  |  |  |  |  |  |
|  | 9. Ана од Данске                        |  |  |  |  |  |  |  |  |  |  |  |  |  |  |  |
|  |                                         |  |  |  |  |  |  |  |  |  |  |  |  |  |  |  |
|  |                                         |  |  |  |  |  |  |  |  |  |  |  |  |  |  |  |
|  | 19. Sofie of Mecklenburg-Schwerin       |  |  |  |  |  |  |  |  |  |  |  |  |  |  |  |
|  |                                         |  |  |  |  |  |  |  |  |  |  |  |  |  |  |  |
|  |                                         |  |  |  |  |  |  |  |  |  |  |  |  |  |  |  |
|  | 2. Џејмс II Стјуарт                     |  |  |  |  |  |  |  |  |  |  |  |  |  |  |  |
|  |                                         |  |  |  |  |  |  |  |  |  |  |  |  |  |  |  |
|  |                                         |  |  |  |  |  |  |  |  |  |  |  |  |  |  |  |
|  | 20. Антонио Бурбонски                   |  |  |  |  |  |  |  |  |  |  |  |  |  |  |  |
|  |                                         |  |  |  |  |  |  |  |  |  |  |  |  |  |  |  |
|  |                                         |  |  |  |  |  |  |  |  |  |  |  |  |  |  |  |
|  | 10. Анри IV                             |  |  |  |  |  |  |  |  |  |  |  |  |  |  |  |
|  |                                         |  |  |  |  |  |  |  |  |  |  |  |  |  |  |  |
|  |                                         |  |  |  |  |  |  |  |  |  |  |  |  |  |  |  |
|  | 21. Хуана III од Наваре                 |  |  |  |  |  |  |  |  |  |  |  |  |  |  |  |
|  |                                         |  |  |  |  |  |  |  |  |  |  |  |  |  |  |  |
|  |                                         |  |  |  |  |  |  |  |  |  |  |  |  |  |  |  |
|  | 5. Хенријета Марија од Француске        |  |  |  |  |  |  |  |  |  |  |  |  |  |  |  |
|  |                                         |  |  |  |  |  |  |  |  |  |  |  |  |  |  |  |
|  |                                         |  |  |  |  |  |  |  |  |  |  |  |  |  |  |  |
|  | 22. Франческо I Медичи                  |  |  |  |  |  |  |  |  |  |  |  |  |  |  |  |
|  |                                         |  |  |  |  |  |  |  |  |  |  |  |  |  |  |  |
|  |                                         |  |  |  |  |  |  |  |  |  |  |  |  |  |  |  |
|  | 11. Марија Медичи                       |  |  |  |  |  |  |  |  |  |  |  |  |  |  |  |
|  |                                         |  |  |  |  |  |  |  |  |  |  |  |  |  |  |  |
|  |                                         |  |  |  |  |  |  |  |  |  |  |  |  |  |  |  |
|  | 23. Јохана од Аустрије                  |  |  |  |  |  |  |  |  |  |  |  |  |  |  |  |
|  |                                         |  |  |  |  |  |  |  |  |  |  |  |  |  |  |  |
|  |                                         |  |  |  |  |  |  |  |  |  |  |  |  |  |  |  |
|  | 1. Џејмс Франсис Едвард Стјуарт         |  |  |  |  |  |  |  |  |  |  |  |  |  |  |  |
|  |                                         |  |  |  |  |  |  |  |  |  |  |  |  |  |  |  |
|  |                                         |  |  |  |  |  |  |  |  |  |  |  |  |  |  |  |
|  | 24. Алфонсо III од Есте, Duke of Modena |  |  |  |  |  |  |  |  |  |  |  |  |  |  |  |
|  |                                         |  |  |  |  |  |  |  |  |  |  |  |  |  |  |  |
|  |                                         |  |  |  |  |  |  |  |  |  |  |  |  |  |  |  |
|  | 12. Francesco I d'Este, Duke of Modena  |  |  |  |  |  |  |  |  |  |  |  |  |  |  |  |
|  |                                         |  |  |  |  |  |  |  |  |  |  |  |  |  |  |  |
|  |                                         |  |  |  |  |  |  |  |  |  |  |  |  |  |  |  |
|  | 25. Isabella of Savoy                   |  |  |  |  |  |  |  |  |  |  |  |  |  |  |  |
|  |                                         |  |  |  |  |  |  |  |  |  |  |  |  |  |  |  |
|  |                                         |  |  |  |  |  |  |  |  |  |  |  |  |  |  |  |
|  | 6. Алфонсо IV од Есте, Duke of Modena   |  |  |  |  |  |  |  |  |  |  |  |  |  |  |  |
|  |                                         |  |  |  |  |  |  |  |  |  |  |  |  |  |  |  |
|  |                                         |  |  |  |  |  |  |  |  |  |  |  |  |  |  |  |
|  | 26. Ranuccio I Farnese, Duke of Parma   |  |  |  |  |  |  |  |  |  |  |  |  |  |  |  |
|  |                                         |  |  |  |  |  |  |  |  |  |  |  |  |  |  |  |
|  |                                         |  |  |  |  |  |  |  |  |  |  |  |  |  |  |  |
|  | 13. Maria Farnese                       |  |  |  |  |  |  |  |  |  |  |  |  |  |  |  |
|  |                                         |  |  |  |  |  |  |  |  |  |  |  |  |  |  |  |
|  |                                         |  |  |  |  |  |  |  |  |  |  |  |  |  |  |  |
|  | 27. Margherita Aldobrandini             |  |  |  |  |  |  |  |  |  |  |  |  |  |  |  |
|  |                                         |  |  |  |  |  |  |  |  |  |  |  |  |  |  |  |
|  |                                         |  |  |  |  |  |  |  |  |  |  |  |  |  |  |  |
|  | 3. Марија Моденска                      |  |  |  |  |  |  |  |  |  |  |  |  |  |  |  |
|  |                                         |  |  |  |  |  |  |  |  |  |  |  |  |  |  |  |
|  |                                         |  |  |  |  |  |  |  |  |  |  |  |  |  |  |  |
|  | 28. Vincenzo Martinozzi                 |  |  |  |  |  |  |  |  |  |  |  |  |  |  |  |
|  |                                         |  |  |  |  |  |  |  |  |  |  |  |  |  |  |  |
|  |                                         |  |  |  |  |  |  |  |  |  |  |  |  |  |  |  |
|  | 14. Hieronymus Martinozzi               |  |  |  |  |  |  |  |  |  |  |  |  |  |  |  |
|  |                                         |  |  |  |  |  |  |  |  |  |  |  |  |  |  |  |
|  |                                         |  |  |  |  |  |  |  |  |  |  |  |  |  |  |  |
|  | 29. Margherita Marcolini                |  |  |  |  |  |  |  |  |  |  |  |  |  |  |  |
|  |                                         |  |  |  |  |  |  |  |  |  |  |  |  |  |  |  |
|  |                                         |  |  |  |  |  |  |  |  |  |  |  |  |  |  |  |
|  | 7. Laura Martinozzi                     |  |  |  |  |  |  |  |  |  |  |  |  |  |  |  |
|  |                                         |  |  |  |  |  |  |  |  |  |  |  |  |  |  |  |
|  |                                         |  |  |  |  |  |  |  |  |  |  |  |  |  |  |  |
|  | 30. Peter Mazarini                      |  |  |  |  |  |  |  |  |  |  |  |  |  |  |  |
|  |                                         |  |  |  |  |  |  |  |  |  |  |  |  |  |  |  |
|  |                                         |  |  |  |  |  |  |  |  |  |  |  |  |  |  |  |
|  | 15. Laura Mazarini                      |  |  |  |  |  |  |  |  |  |  |  |  |  |  |  |
|  |                                         |  |  |  |  |  |  |  |  |  |  |  |  |  |  |  |
|  |                                         |  |  |  |  |  |  |  |  |  |  |  |  |  |  |  |
|  | 31. Hortense Buffalini                  |  |  |  |  |  |  |  |  |  |  |  |  |  |  |  |
|  |                                         |  |  |  |  |  |  |  |  |  |  |  |  |  |  |  |
|  |                                         |  |  |  |  |  |  |  |  |  |  |  |  |  |  |  |